# Élections législatives sierra-léonaises de 2007
Les élections législatives ont été organisées au Sierra Leone le 11 août 2007, en même temps que le premier tour de l'élection présidentielle.
Le Congrès de tout le peuple (APC), parti de l'opposition, a remporté ces élections en obtenant 59 des 112 sièges. Le Parti du peuple de Sierra Leone (SLPP) du président sortant Ahmad Tejan Kabbah a remporté 43 sièges, et le Mouvement populaire pour le changement démocratique (PMDC, faction dissidente du SLPP) 10.